# Pachydissus tatei
Pachydissus tatei är en skalbaggsart som beskrevs av Blackburn 1890. Pachydissus tatei ingår i släktet Pachydissus och familjen långhorningar. Inga underarter finns listade i Catalogue of Life.